# Гордон Корм'є
Гордон Кайл Діз Корм'є (англ. Gordon Kyle Diez Cormier) — канадський актор, який зіграв Джо в «Протистояння» та Аанґа в серіалі від Netflix «Аватар: Останній захисник» .

## Життя і кар'єра
Корм'є має філіппінське походження. Він виріс у Ванкувері та захопився акторською майстерністю.
Знявся в канадському мультсеріалі. Він дебютував у телесеріалі «Отримати коротуна», де він зіграв Гватемальського їжака. Він також з'явився у фільмі «Загублені у космосі».
У серпні 2021 року його взяли на роль головного персонажа Аанґа в телесеріалі «Аватар: Останній захисник» від Netflix, рімейку однойменного мультсеріалу.

## Фільмографія

### Серіали
| Рік       | Назва                       | Роль(и)             | Примітки                              |
| --------- | --------------------------- | ------------------- | ------------------------------------- |
| 2019      | Отримати Шорті              | Гватемальський їжак | Епізод: «Що робити, коли приземлишся» |
| 2019      | Різдвяне диво               | Яків                | Відмінний оригінальний фільм          |
| 2019      | Загублені у космосі         | Молодий хлопець     | Епізод: «Дев'яносто сьомий»           |
| 2020–2021 | Протистояння                | Джо                 | 8 серій; повторювана роль             |
| 2021      | Два речення Страшні історії | Молодий Чарльз      | Епізод: «Самозванець»                 |
| 2022      | Команда Зенко, вперед!      |                     | озвучка Луї (13 серій)                |
| 2024      | Аватар: Останній захисник   | Аанґ                | Головна роль                          |